# Loxandrus algidus
Loxandrus algidus är en skalbaggsart som beskrevs av Allen. Loxandrus algidus ingår i släktet Loxandrus och familjen jordlöpare. Inga underarter finns listade i Catalogue of Life.